# Gaueko

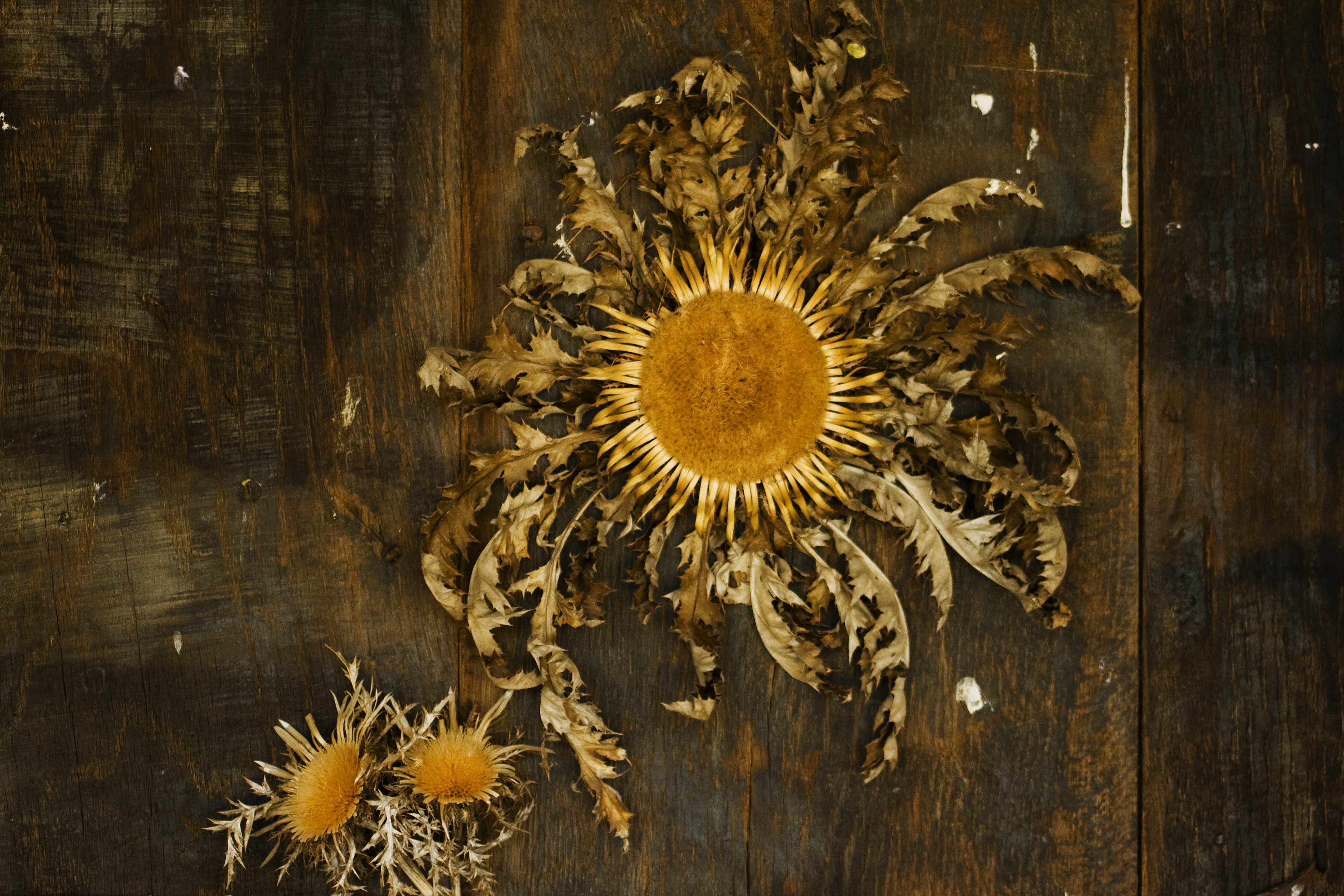
Eguzkilore en la puerta de un caserío en el País Vasco.

En la mitología vasca, Gaueko ("Nocturno" o "de la noche") es más que la mera representación de la noche, sino también el dios de las tinieblas. Se le representaba como una presencia invisible, un lobo negro (otsobeltza u otsobaltza) –a veces alzado sobre dos patas– u otro tipo de animal como vacas, lechuzas u ovejas.  

## Gaueko y Mari
Gaueko, al igual que la diosa Mari, sería capaz de cambiar de apariencia y dominar los elementos, aunque impotente contra ella. Se decía que comía pastores y ovejas, y por ello se le temía.
Un cuento reza así: por el miedo que inspiraba a los que vivían por la zona, los humanos pidieron a Mari que los ayudase. Ella les bendijo con la luz de su primera hija, Ilargi (la luna), pero su luz era insuficiente y los humanos volvieron a pedirle ayuda; esta vez la diosa les bendijo con su segunda hija, Eguzki (el sol). Pero la noche siguió siendo peligrosa, y Mari bendijo con su protección cualquier morada que tuviese una eguzkilore ("flor sol") en la entrada. Si algún espíritu maligno pretendía entrar en la casa y encontraba una de estas flores, tenía que pararse para contar los numerosísimos pelos (brácteas) de la inflorescencia y el día le sorprendía sin haber terminado su tarea.

## Reinado
Su reinado comienza desde la medianoche hasta el amanecer, mientras que el resto del día le pertenece al ser humano.
Durante ese tiempo reina con su propia ley, que especifica que ningún hombre o mujer debe abandonar la protección ancestral del hogar, presumir o robar. Sus cómplices podían ser sorginak, jentilak o incluso el mismo Basajaun. La eguzkilore (Carlina acaulis -flor parecida al cardo muy abundante en la región) servía como amuleto protector contra ellos.

## Leyendas
En un caserío de Ataun una hilandera fue retada por sus compañeras, y esta aceptó. Tenía que llegar a la fuente más cercana y traer agua fresca. Cuando partió y se internó en la espesura del bosque se oyó un grito, y una brisa aterradora trajo el que sería el himno de Gaueko: "La noche para los de la noche y el día para los del día" (Gaua gauekoentzat eta eguna egunekoentzat).
En Berástegui, una joven llamada Kattalin (Catalina), abrió la ventana del caserío de Elaunde para hilar a la luz de la luna, pero antes de poder reaccionar fue secuestrada por un grupo de jentilak que la llevaron a una sima cercana y la asesinaron mientras gritaban: "La noche para Gaueko y Kattalin para nosotros".
En otra leyenda, un carbonero de Escoriaza se tropezó por la noche con un toro que bloqueaba el sendero, tras intentar pasar tres veces y pedirle a la bestia que le dejase pasar el toro se puso en pie, revelándose como Gaueko, y persiguió al hombre al grito de "La noche para los de la noche y el día para los del día", aunque el carbonero consiguió escapar.